# Saules BE
| BE ist das Kürzel für den Kanton Bern in der Schweiz. Es wird verwendet, um Verwechslungen mit anderen Einträgen des Namens Saules zu vermeiden. |

Saules ist eine politische Gemeinde im Verwaltungskreis Berner Jura des Kantons Bern in der Schweiz.

## Geographie
Saules liegt auf 743 m ü. M., 13 km westsüdwestlich des Orts Moutier (Luftlinie) und 12 km nördlich von Biel/Bienne. Das Bauerndorf erstreckt sich in der Talniederung des Baches Trame, eines linken Zuflusses der Birs, im Westen des Juralängstals Vallée de Tavannes.
Die Fläche des 4,3 km² grossen Gemeindegebiets umfasst einen kleinen Teil des Talbeckens Vallée de Tavannes, das hier bis zu 4 km breit ist. Zu Saules gehört aber nur die Talniederung der unteren Trame und die südlich angrenzende Höhe Champ du Sautou (807 m ü. M.), welche die Flussläufe der Trame und der Birs trennt. Nach Norden erstreckt sich das Gemeindegebiet über den Steilhang des Bois au Prince bis auf den breiten Kamm der Antiklinale des Moron. Auf der Moronkette wird mit 1250 m ü. M. der höchste Punkt von Saules erreicht. Hier befinden sich ausgedehnte Jurahochweiden mit den typischen mächtigen Fichten, die entweder einzeln oder in Gruppen stehen. Von der Gemeindefläche entfielen 1997 3 % auf Siedlungen, 53 % auf Wald und Gehölze und 44 % auf Landwirtschaft.
Zu Saules gehören die Weiler La Citadelle (768 m ü. M.) in einem kleinen Seitental der Trame am Fuss der Moronkette und Montagne de Saules (1054 m ü. M.) auf dem Kamm der Moronkette sowie mehrere Einzelhöfe. Nachbargemeinden von Saules sind Reconvilier, Saicourt, Petit-Val und Loveresse.

## Bevölkerung
Mit 148 Einwohnern (Stand 31. Dezember 2023) gehört Saules zu den kleinen Gemeinden des Berner Juras. Von den Bewohnern sind 91,5 % französischsprachig, 7,9 % deutschsprachig, und 0,6 % sprechen Albanisch (Stand 2000). Die Bevölkerungszahl von Saules belief sich 1850 auf 143 Einwohner, 1900 auf 212 Einwohner. Besonders nach 1960 (202 Einwohner) wurde ein deutlicher Rückgang verzeichnet, der jedoch in den letzten Jahren gestoppt werden konnte.

## Politik
Bei den Nationalratswahlen 2023 betrugen die Wähleranteile in Saules (in Klammern die Veränderung im Vergleich zu den Wahlen 2019 in Prozentpunkten): SVP 55,84 % (−8,53), SP 21,75 % (+17,89), FDP 7,14 % (+5,08), EDU 6,75 % (+2,07), EVP 2,99 % (−0,39), Grüne 1,95 % (−8,46), glp 1,56 % (−3,27), Mitte 1,56 % (−4,51), SD 0,13 % (+0,13).

## Wirtschaft
Saules ist ein noch hauptsächlich landwirtschaftlich geprägtes Dorf, wobei Milchwirtschaft und Viehzucht sowie etwas Obstbau in Ortsnähe überwiegen. In den letzten Jahrzehnten hat sich das Dorf auch zur Wohngemeinde entwickelt. Ausserhalb des primären Sektors gibt es in Saules kaum Arbeitsplätze. Viele Erwerbstätige sind deshalb Wegpendler und arbeiten in den Industriegemeinden des Vallée de Tavannes.

## Verkehr
Die Gemeinde ist verkehrsmässig relativ gut erreichbar. Sie liegt an der Verbindungsstrasse von Reconvilier nach Le Fuet. Saules wird durch die Buslinie, die von Tavannes via Lajoux nach Les Genevez verkehrt, an das Netz des öffentlichen Verkehrs angeschlossen.

## Geschichte
Die erste schriftliche Erwähnung von Saules datiert auf das Jahr 1148, als Papst Eugen III. dem Kloster Moutier-Grandval Grundbesitz in Sales bestätigte. Auch das Kloster Bellelay und das Fürstbistum Basel hatten das Recht, in Saules den Zehnten einzutreiben. Von 1797 bis 1815 gehörte Saules zu Frankreich und war anfangs Teil des Département Mont-Terrible, das 1800 mit dem Département Haut-Rhin verbunden wurde. Durch den Entscheid des Wiener Kongresses kam der Ort 1815 an den Kanton Bern zum Bezirk Moutier.

## Sehenswürdigkeiten

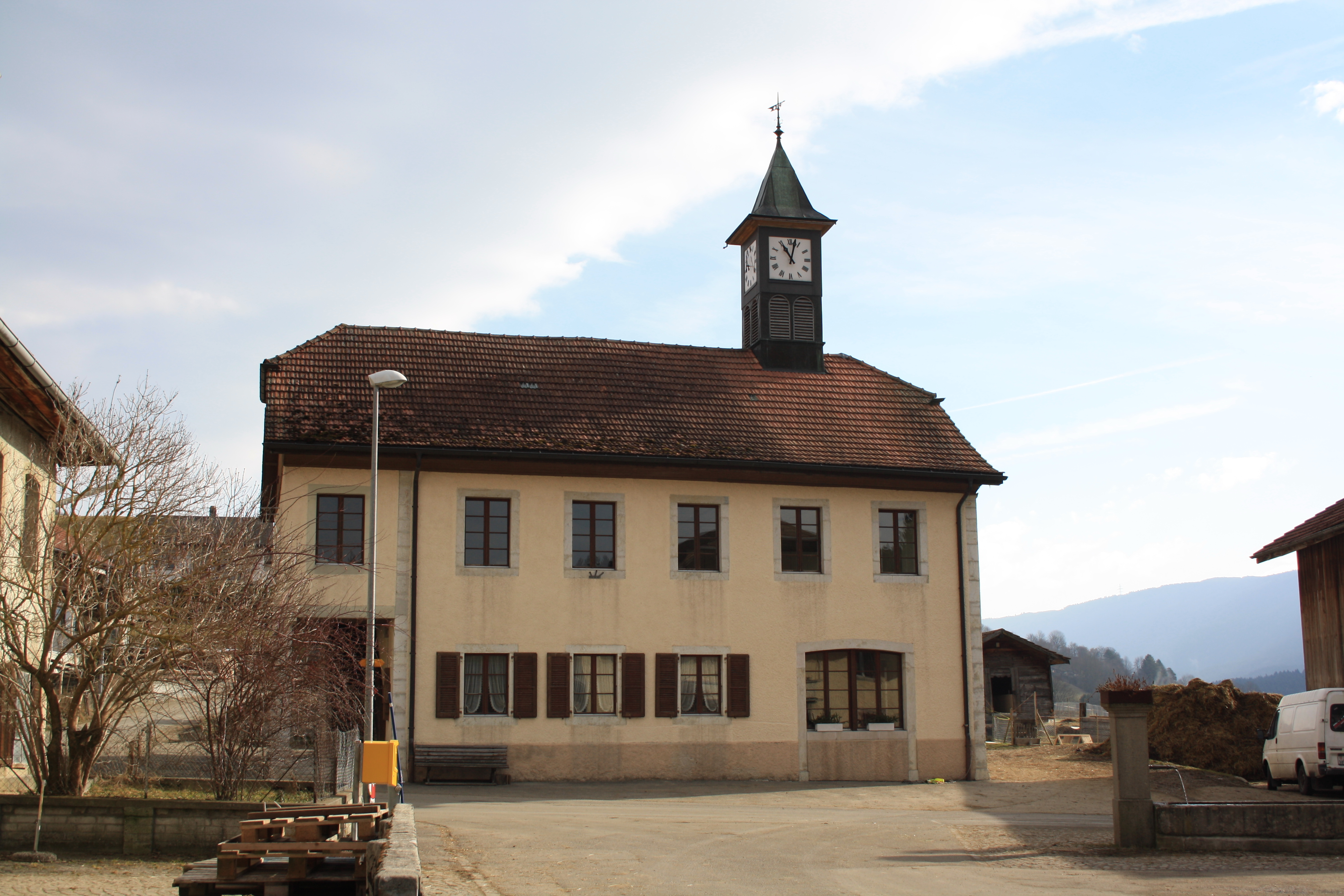
Das alte Schulhaus

Im Ortskern sind einige typische Bauernhäuser aus dem 17. und 18. Jahrhundert, das Gebäude der ehemaligen Schule und ein alter Dorfbrunnen erhalten. Saules besitzt keine eigene Kirche, es gehört zur Kirchgemeinde Reconvilier-Chaindon.